# Momotombito
Momotombito is een stratovulkaan in het departement León in het westen van Nicaragua. De berg ligt als eilandje (Isla Momotombito) in het noordwestelijke deel van het Managuameer en heeft een hoogte van 850 meter. De berg is onderdeel van de bergketen Cordillera Los Maribios.